# 13 Pułk Czołgów
13 Warszawski Pułk Czołgów Średnich (13 pcz) – oddział wojsk pancernych ludowego Wojska Polskiego.
Sformowany w 1951 jako 13 samodzielny pułk czołgów na podstawie „Planu zamierzeń organizacyjnych na lata 1951–1952”. Stacjonował w garnizonie Opole.

## Struktura pułku
- dowództwo i sztab
- pięć kompanii czołgów średnich
- jedna kompania piechoty
- batalion artylerii pancernej
  - dwie kompanie dział pancernych
- kompanię technicznego zaopatrzenia
- plutony: łączności i saperów.

Uzbrojenie pułku stanowiły: 63 czołgi średnie T-34/85 i 18 dział pancernych
W grudniu 1952 zmieniono etat. W pułku zmniejszono liczbę kompanii czołgów średnich do trzech i jednej kompanii dział pancernych. Ogólna liczba podstawowego sprzętu bojowego wynosiła wtedy 30 czołgów i 5 dział pancernych.

## W składzie 2 Dywizji Zmechanizowanej i 10 Dywizji Pancernej

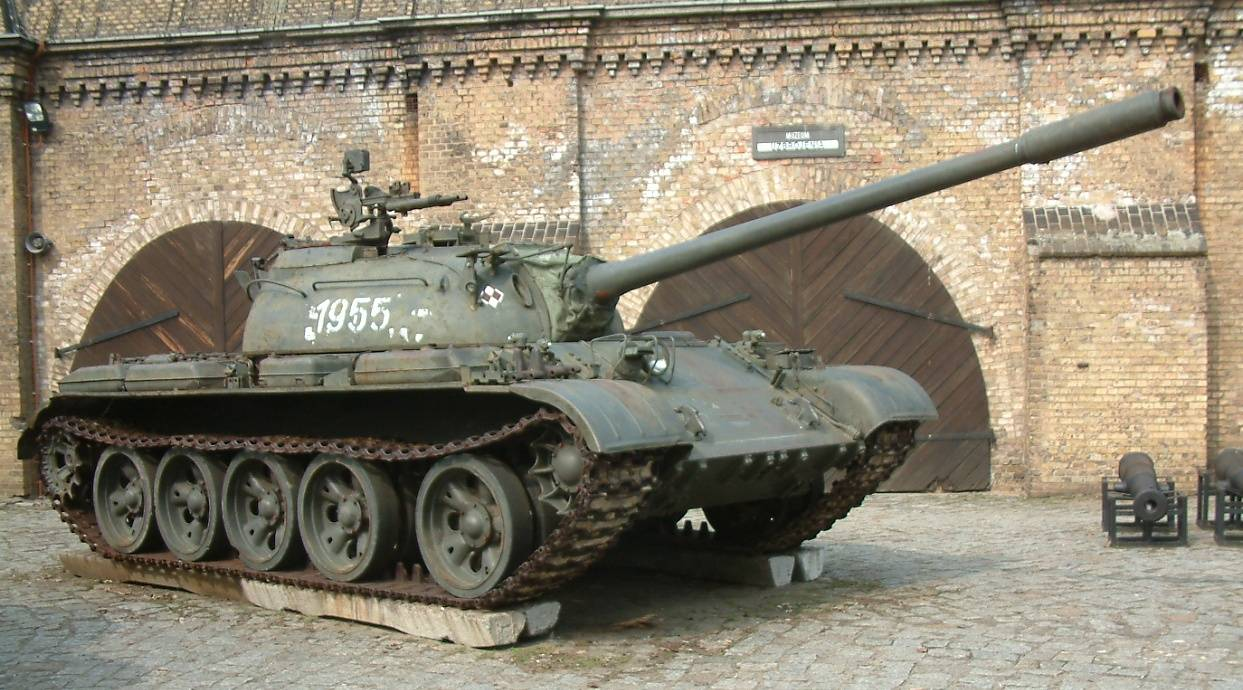
Czołg podstawowy pułku – T-55

W 1956 roku 13 pułk czołgów wszedł w skład 2 Dywizji Zmechanizowanej. W 1957 przeformowano go na 13 pułk czołgów i artylerii pancernej. W 1962 pułk włączono w skład 10 Sudeckiej Dywizji Pancernej im. Bohaterów Armii Radzieckiej jako 13 pułk czołgów średnich. Rozformowany 4 marca 1989 roku.

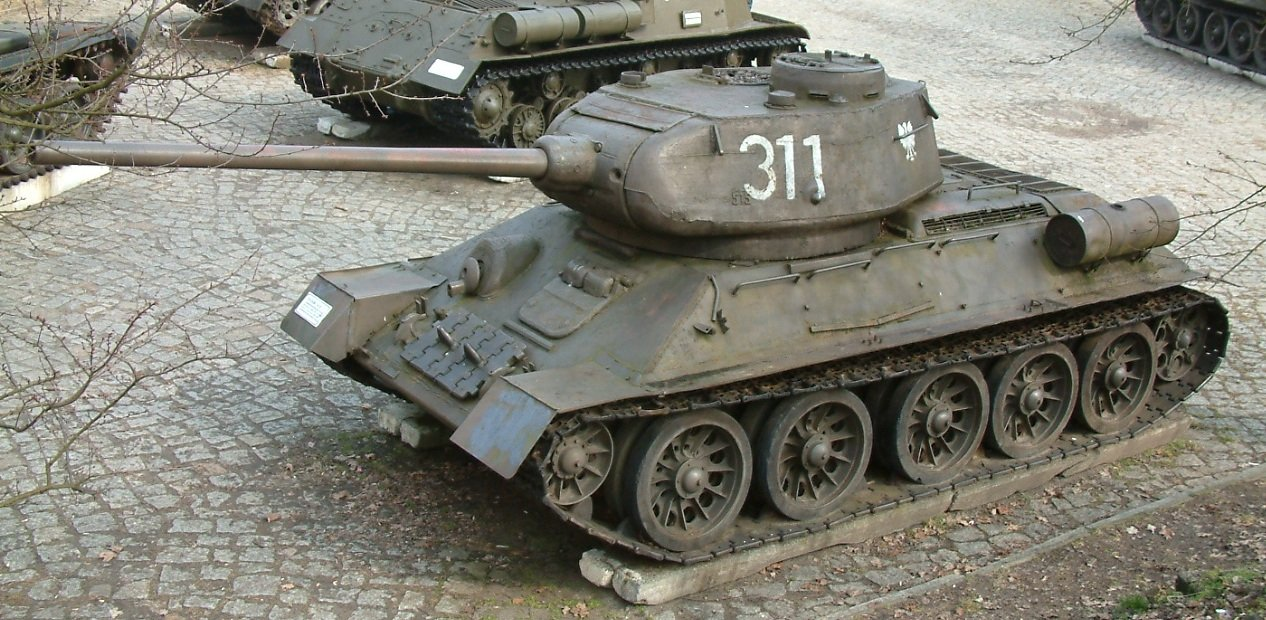
Czołg pułku w latach 50. – T-34/85

### Organizacja
Dowództwo i sztab – 1 T-55 (w składzie 3 kompanii czołgów)
- 5 kompanii czołgów – w każdej 16 czołgów T-55 (3 kompania – 17 czołgów)
- bateria plot. – 4 samobieżne działa przeciwlotnicze ZSU-23-4
- kompania rozpoznawcza – 7 opancerzonych samochodów rozpoznawczych BRDM-2
- kompania saperów – 4 mosty towarzyszące BLG, BRDM-2, 5 transporterów inżynieryjnych SKOTInż.
- kompania łączności
- kompania medyczna
- kompania remontowa
- kompania zaopatrzenia
- pluton ochrony i regulacji ruchu
- pluton chemiczny

## Tradycje
Zgodnie z rozkazem nr 07/MON z 4 maja 1967 w sprawie przekazania jednostkom wojskowym historycznych nazw i numerów oddziałów frontowych oraz ustanowienia dorocznych świąt jednostek, Dz. Roz. Tjn. MON Nr 5, poz. 21, pułk przyjął tradycje 13 Warszawskiego Pułku Artylerii Pancernej.

## Żołnierze pułku
Dowódcy pułku
- ppłk Badecki
- ppłk dypl. Leszek Krawczyk
- ppłk dypl. Stanisław Tarczyński
- ppłk dypl. Ryszard Gajda
- ppłk dypl. Stanisław Babiński
- ppłk dypl. Stanisław Kapusta
- mjr Marek Laskowski